# Crack (stupéfiant)
Pour les articles homonymes, voir Crack.
Le crack est la cocaïne basée avec du bicarbonate de soude. Il est inscrit sur la liste des stupéfiants. Le mot « crack » provient du craquement sonore qu'il produit en chauffant.

## Historique
La consommation de la « pasta » (nom donné au dépôt qui se fait lors de l'extraction de la cocaïne des feuilles de coca) est très répandue dans les zones de culture traditionnelle, où elle se consomme dans des cigares faits de papier journal.
Cette présentation peu onéreuse se développe à partir des années 1970 d'abord au Pérou puis au Venezuela. Elle commence à s'exporter aux États-Unis quand les autorités politiques entreprennent de renforcer les contrôles sur les précurseurs et les solvants permettant de purifier la cocaïne et avec elle, s'exporte la façon de la purifier qui utilise alors de l'éther éthylique.
Ce procédé de purification est simplifié par les utilisateurs des Caraïbes, qui chauffent la pasta avec du bicarbonate de sodium — parfois de l'ammoniaque — solubilisé dans du rhum en solution aqueuse. La cristallisation obtenue permet d'avoir accès à une forme fumable de cocaïne. Cette technique se propage aux États-Unis pour s'appliquer non plus seulement à la pasta mais au chlorhydrate de cocaïne (la cocaïne en poudre).
La diffusion du crack a lieu au début des années 1980 à Los Angeles, Houston, San Diego, Miami et dans les Caraïbes. À partir de 1983, le crack commence à envahir tout le reste des États-Unis, plus particulièrement la côte est. À partir de 1985 est mesurée une hausse fulgurante de consommateurs, surtout dans les ghettos afro-américains, avec près de 1,5 million de nouveaux « adeptes » par an[réf. nécessaire].
Cette période appelée « l'épidémie du crack » dure jusqu'en 1991, avec un taux record de consommateurs de près de 10 à 12 millions[réf. nécessaire], période qui correspond à un pic de criminalité aux États-Unis. En 1992, ce chiffre se stabilise avec de moins en moins de nouveaux consommateurs par an[réf. nécessaire].
À partir de 1986, les lois américaines sur les peines plancher concernant les stupéfiants établissent une disparité de 1 à 100 pour ce qui concerne le crack et la cocaïne : une personne en possession de 5 grammes de crack reçoit la même peine plancher (5 ans ferme selon la loi fédérale) qu'une personne avec 500 grammes de cocaïne . Cependant, cette disparité de 1 à 100 a été réduite de 1 à 18 par la loi Fair Sentencing Act de 2010. Les Afro-Américains forment le groupe le plus gros des personnes condamnées pour possession de crack (84,7 % de celles-ci) , alors qu'ils ne représentent que 27 % des personnes condamnées pour possession de cocaïne .
Le crack arrive en Europe à la fin des années 1980. Pour l'Office central pour la répression du trafic illicite des stupéfiants (OCTRIS), le trafic de crack apparaît en France en 1990 : « La plus grande partie est importée des Antilles. Commence alors la crise du crack à Paris: On en trouve uniquement en région parisienne et presque exclusivement dans Paris intra-muros », notamment dans le nord-est parisien autour des métros La-Chapelle, Château-Rouge, Stalingrad (place de la Bataille-de-Stalingrad). À la suite notamment de fermetures de squats dans Paris, le trafic se propage en banlieue, au nord de Paris et en particulier autour de la gare de Saint-Denis, où le trafic prend une grande ampleur. Néanmoins, les consommateurs abandonnent progressivement la gare de Saint-Denis et reviennent s'installer sur les secteurs Stalingrad et porte de la Chapelle (surnommé la « colline du crack »). En 2009, on estime que 1 million de personnes ont déjà sniffé au moins une fois de la « coke » et 3,3 % des jeunes de 17 ans.
Du nord parisien, le crack commence à se répandre dans la périphérie de la région parisienne ainsi que dans de nombreuses villes de province.

## Chimie
Le crack, comme la free base, est à l'origine le résultat de la purification par salification de la cocaïne lorsque celle-ci est dissoute dans de l'ammoniaque diluée (technique la plus répandue car la plus simple), du bicarbonate de soude mélangé à de l'eau (moins répandu car les dosages doivent être exacts), ou de l'éther éthylique (ancienne technique qui n'est plus utilisée car trop toxique) ; et chauffée à 97 °C maximum (au-delà elle se dégrade). Cette transformation chimique qui rend la cocaïne fumable lui donne alors l'apparence d'un caillou blanc ou jaunâtre qu'il faut rincer à plusieurs reprises avant de consommer : on dit que la cocaïne est « basée » . Mais elle ne devient du crack que lorsque, au lieu d'être purifiée, elle est mélangée lors de sa cuisson avec d'autres produits, destinés à en augmenter le volume, généralement les résidus de bicarbonate (baking soda) auxquels sont ajoutés des colorants et des excipients plus ou moins dangereux.
C'est du fait qu'il est mélangé et donc moins pur que la cocaïne base, que le crack est vendu dans la rue au tiers ou au quart du prix de la cocaïne (déjà elle-même coupée fortement), ce qui explique son succès dans les quartiers pauvres ou défavorisés.
Ce crack peut être fabriqué par l'utilisateur lui-même.

## Usage personnel
Les crackeurs (utilisateurs de crack) sont généralement des populations précaires, ils peuvent aussi être nommés crack heads, cracktons, pipers, crackmen ou chasers, crackers .

### Mode de consommation
Le crack est majoritairement fumé, les vapeurs sont inhalées par l'utilisateur.
L'outil de consommation le plus courant est la pipe à air, souvent fabriquée par les utilisateurs eux-mêmes de manière très simple à partir de canettes en fer, dosettes à pastis, ou autres objets à disposition faisant l'affaire. Cependant, pour un usage occasionnel, la pipe à eau peut être utilisée pour refroidir la fumée.
Une pipe à crack est généralement fabriquée artisanalement à partir d'une bouteille en plastique. À Paris, les associations d'aide aux toxicomanes ont commencé à distribuer des pipes à air spécialement prévues pour la consommation du crack, limitant ainsi le partage entre toxicomanes des pipes artisanales.
Cette opération provoque de petits craquements assez sonores, originaires de son nom.
Une autre méthode moins répandue consiste à le fumer en cigarettes. L'utilisateur retire le tabac jusqu'à la moitié de la cigarette, y introduit son caillou de crack, remplit sa cigarette avec du tabac et fume cette dernière. Parfois s'ajoute au crack et au tabac du cannabis ; le tout roulé en joint s'appelle un  « juicy » ou « woolie » ou un « blaka jango » (black joint, joint noir) ou un « crack surprise ».

### Argot
- modous : dealers de crack[11],[12]. Après avoir confectionné les doses de crack, les dealers les emballent dans de petits morceaux de sac plastique bleu ou noir qu'on trouve en épicerie. Les doses sont ensuite thermosoudées. Lors de son arrivée sur un secteur de revente, le dealer dissimule le plus souvent les doses thermosoudées, dans sa bouche. Ce qui lui permet de les avaler rapidement en cas de contrôle policier. Les doses de crack peuvent être aussi simplement stockées dans un mouchoir ou sachet plastique. On dit alors que le dealer a « en vrac » ;
- balachadha : crack en argot indien[13] ;
- pookie : terme désignant une personne qui fume du crack — il ferait référence au personnage de Pookie dans le film de 1991 New Jack City ;
- canyon : terme désignant l'endroit où l'on fume du crack ;
- gueuche, verlan de schlag : dépendant ;
- crackwhore : prostituée se vendant pour se payer du crack, ou tout simplement pour du crack ;
- eightball : 3,5 grammes de crack ;
- galette : un caillou de crack, généralement consommé en deux ou trois fois par le toxicomane (cela dépend bien sûr de la taille de la galette, des habitudes des consommateurs, de son poids, et de bien d'autres facteurs). Le terme « galette » est le plus souvent utilisé par les consommateurs pour parler du produit, le mot « crack » ayant une connotation négative à leurs yeux [14];
- cuisinier : le préparateur du crack qui peut également être le dealer ;
- crackman : se dit d'une personne qui a atteint un niveau de dépendance élevé ;
- crackos : se dit d'une personne qui a atteint un niveau de dépendance élevé.

## Effets

### Effets à court terme
Le crack provoque des effets et des conséquences similaires à la cocaïne, mais plus violents, rapides et brefs.
Il provoque une montée immédiate qui se caractérise par une forte stimulation mentale, le son ou la musique peut provoquer des maux de tête et une impression de rêve qui s'achève à la descente et ne peut continuer qu'avec une nouvelle prise.
Il est alors difficile de ne pas renouveler la prise. La descente (l'état durant lequel l'effet de la drogue s'amenuise en tendant vers la disparition) est connue pour être pénible : dépression, anxiété, épuisement, mal-être.

### Conséquences

Dans une enquête de 2011 auprès de 292 experts cliniques en Écosse, le crack a été classé 2e pour le préjudice personnel et 3e pour le préjudice causé à la société, sur 19 drogues récréatives courantes (voir aussi à ce sujet : Classification des psychotropes).

La consommation de crack provoque une dilatation des pupilles, une augmentation de la température, une vasoconstriction déclenchant une accélération du rythme cardiaque et une élévation de la pression artérielle. En conséquence, la population consommatrice de crack est très exposée aux complications de type crises cardiaques, détresse respiratoire, accidents vasculaires cérébraux, crises épileptiques et troubles gastro-intestinaux,.
Cette consommation par voie inhalée provoque aussi des problèmes pulmonaires (crack lung) comme la dyspnée et des pathologies spécifiques à son usage (brûlure, abcès).
Des douleurs abdominales brutales et violentes durant plusieurs heures, voire jours sont décrites par vingt-cinq pour cent des sujets d'une étude comparant utilisateurs de cocaïne et de crack.
Par son effet anorexigène, mais aussi par la désocialisation habituelle des crackeurs, leur préoccupation majeure qu'est la consommation rituelle du produit laissant peu de temps à autre chose, le crack peut entraîner lors d'une consommation chronique une malnutrition rapide avec perte de poids (88 % d'une population de consommateurs), fatigue, chute des dents et des cheveux (ces deux derniers éléments étant plus imputables à l'hygiène de vie du consommateur qu'à la drogue elle-même)[réf. nécessaire].
L'usage régulier est susceptible d'entraîner des hallucinations, une agitation et un manque de contrôle de soi (colère, agressivité, irascibilité, une irritabilité ainsi qu'une anxiété, provoquant parfois un épisode de psychose paranoïde voire un état suicidaire, particulièrement après une consommation excessive). Les utilisateurs réguliers restent soumis à des altérations de l'humeur plusieurs mois après l'arrêt,.
Il donne des démangeaisons, des taches sur le corps et autour des yeux[réf. nécessaire].
Le crack provoque une forte dépendance psychique.
Il existe des centres de désintoxication, prenant en compte la toxicomanie au crack.

### Autres complications et situations particulières
Les utilisateurs de crack seraient plus exposés aux infections par le VIH et l'hépatite  que le reste de la population.
Pendant la grossesse, l'usage de cocaïne ou de crack augmente les risques d'avortement spontané, d'accouchement prématuré et d'hématome rétro-placentaire. Le crack entraîne une baisse de perfusion placentaire, avec pour conséquence un retard de croissance fœtal in utero,. La mortalité périnatale augmente de 3 % par rapport à une population de même niveau socio-économique. Un syndrome de sevrage majeur chez le nourrisson est particulièrement fréquent dans les trois jours qui suivent la naissance. Les malformations du nourrisson liées à la consommation maternelle de crack sont fréquentes.

## Soins aux crackeurs
Il n'existe pas de produit pharmaceutique substitutif du crack. La buprénorphine n'est pas efficace pour pallier les effets de manque liés à l'usage de crack.
Malgré les avantages qu'elles procurent, les salles de consommation à moindre risque (SCMR) provoquent un rejet à Paris en raison du risque que les consommateurs font courir au voisinage et donc aux Parisiens. Des solutions éloignées des concentrations urbaines sont préférées par les Parisiens.

## Statut légal
La cocaïne figure sur la liste des drogues de l'annexe I de la Convention unique sur les stupéfiants de 1961 des Nations unies, ce qui rend illégales la production, la fabrication, l'exportation, l'importation, la distribution, le commerce, l'utilisation et la possession non sanctionnées par l'État. Dans la plupart des États (sauf aux États-Unis), le crack entre dans la même catégorie que la cocaïne.

### Australie
En Australie, le crack appartient à la même catégorie que la cocaïne, qui figure sur la liste des drogues contrôlées de l'annexe 8, ce qui signifie que toutes les substances et préparations à usage thérapeutique de cette catégorie présentent un fort potentiel d'abus et de dépendance. Le crack est autorisé pour certains usages médicaux, mais il est par ailleurs interdit.

### Canada
En tant que substance de l'annexe I de la Loi réglementant certaines drogues et autres substances, le crack n'est pas différencié de la cocaïne et des autres produits de la coca. Toutefois, le tribunal peut tenir compte des facteurs socio-économiques liés à la consommation de crack lors de la détermination de la peine. À titre indicatif, les drogues de l'annexe I sont passibles d'une peine maximale de sept ans d'emprisonnement pour possession dans le cadre d'un acte criminel et d'une peine pouvant aller jusqu'à l'emprisonnement à vie pour trafic et production. Une condamnation sommaire pour possession est assortie d'une amende de 1 000 à 2 000 $ et/ou d'une peine d'emprisonnement de 6 mois à un an.

### États-Unis
Aux États-Unis, la cocaïne est une drogue de l'annexe II de la loi sur les substances contrôlées, ce qui indique qu'elle a un fort potentiel d'abus mais qu'elle a aussi un but médicinal. Selon la loi sur les substances contrôlées, le crack et la cocaïne sont considérés comme la même drogue.
L'Anti-Drug Abuse Act de 1986 a augmenté les peines pour la possession et l'usage de crack. Elle prévoyait une peine minimale obligatoire de cinq ans sans libération conditionnelle pour la possession de cinq grammes de crack ; pour recevoir la même peine avec de la cocaïne en poudre, il fallait en posséder 500 grammes. Cette disparité dans les peines a été réduite de 100 contre 1 à 18 contre 1 par le Fair Sentencing Act de 2010.

### Europe
Au Royaume-Uni, le crack est une drogue de classe A en vertu du Misuse of Drugs Act de 1971. Aux Pays-Bas, c'est une drogue de la liste 1 de la loi sur l'opium.
En Europe, les preuves émergentes de la disponibilité et de la consommation croissantes de crack sont une source de préoccupation. Pour l'EMCDDA, une surveillance doit être instaurée. Toutefois, de nombreuses séries de données ne permettent pas d’établir de distinction entre les deux formes de cocaïne (poudre ou crack); aussi, l’expression «consommation de cocaïne» englobe les deux formes.

## Documentaire
- 2021 : Crack : Cocaïne, corruption et conspiration de Stanley Nelson Jr.